# بزالقان‌لی (۱)
بزالقان‌لی (به لاتین: Bozalqanlı) یک منطقه مسکونی در جمهوری آذربایجان است که در شهرستان تووز واقع شده است.